# Sundridge (Ontario)
Sundridge est un village de l'Ontario (Canada) situé à environ 75 kilomètres au sud de North Bay. C'est une station touristique été/hiver sur le bord du lac Bernard où l'on pratique en particulier des sports nautiques et la motoneige.

## Situation
A l'intersection des autoroutes 11 et 124.

## Histoire
Le village a été créé le 23 mars 1889 et on a célébré son centenaire en 1989.

## Toponyme
Le nom initial du village semble avoir été Sunny Ridge, mais la poste canadienne à la suite d'une erreur l'a renommé Sundridge.

## Économie
Tourisme.

## Démographie
| 2001 | 2006 | 2011 | 2016 |
| ---- | ---- | ---- | ---- |
| 983  | 942  | 985  | 961  |